# Príncipe de Gales
Príncipe de Gales é o título tradicionalmente conferido ao herdeiro aparente do monarca inglês ou britânico.
Historicamente, o título foi mantido por príncipes galeses nativos antes do século XII - o termo substituiu o uso da palavra rei. O primeiro detentor do título Príncipe de Gales (e também Rei de Gales) foi Gruffudd ap Cynan de Gwynedd, Gales em 1137, embora seu filho Owain Gwynedd (também Rei e Príncipe de Gales), seja frequentemente citado como tendo estabelecido o título. Llywelyn, o Grande, é normalmente considerado o líder mais forte, mantendo o poder sobre a grande maioria do País de Gales por 45 anos. Um dos últimos príncipes de Gales nativos e neto de Llywelyn, o Grande, foi Llywelyn ap Gruffudd (Llywelyn, o Último), que foi morto na Batalha de Orewin Bridge em 1282. O irmão de Llywelyn, Dafydd ap Gruffydd, foi torturado, enforcado e esquartejado no ano seguinte, encerrando assim a independência galesa. Após essas duas mortes, Eduardo I da Inglaterra investiu seu filho, o príncipe Eduardo (nascido no Castelo de Caernarfon em 1284) como o primeiro "Príncipe de Gales" inglês em 1301. O título foi reivindicado pelo herdeiro galês de Gwynedd, Owain Glyndŵr de ~1400 até ~1415 (data de sua suposta morte), que liderou as forças galesas contra os ingleses. Desde então, o título só foi detido pelo herdeiro do monarca inglês e, posteriormente, britânico.
O título inglês (mais tarde britânico) não é hereditário e é fundido com a Coroa quando seu titular eventualmente acede ao trono, ou reverte para a Coroa se seu titular falecer antes do monarca atual. Desde 1301, o título de Conde de Chester foi dado em conjunto. O Príncipe de Gales costuma ter outros títulos e honrarias, se for o filho mais velho do monarca; normalmente isso significa ser Duque da Cornualha, que, ao contrário de ser Príncipe de Gales, inclui inerentemente terras e responsabilidades constitucionais e operacionais. Desde o século XIV, o título tem sido um título dinástico tradicionalmente (mas não necessariamente) concedido pelo monarca inglês ou britânico ao filho ou neto que é o herdeiro do trono. Em 8 de setembro de 2022, o título se fundiu com a Coroa quando seu titular anterior (e mais antigo), o príncipe Carlos, tornou-se rei após a morte de sua mãe Isabel II. No dia seguinte, o rei Carlos III concedeu o título a seu filho, o príncipe Guilherme.
A investidura de Carlos foi "amplamente bem-vinda" no País de Gales de acordo com um artigo no blog dos Arquivos Nacionais, com alguma oposição ao uso do título de "Príncipe de Gales" pelo herdeiro britânico aparente, e protestos. Após a ascensão de Carlos ao trono em setembro de 2022, uma petição foi lançada pedindo a abolição do título.

## Investidura
De acordo com a sabedoria convencional, desde 1301 o príncipe de Gales tem sido geralmente o filho vivo mais velho (se e somente se ele também for o herdeiro aparente) do rei ou rainha reinante da Inglaterra (posteriormente da Grã-Bretanha, 1707, e dos Estados Unidos). Reino, 1801). Após a morte do príncipe Arthur, o príncipe de Gales, Henrique VII investiu seu segundo filho, o futuro Henrique VIII, com o título – embora só depois que ficou claro que a esposa de Arthur, Catarina de Aragão, não estava grávida. Quando Frederico, Príncipe de Gales, morreu enquanto seu pai reinava, Jorge II criou o filho de Frederico, Jorge (neto do rei e novo herdeiro aparente) Príncipe de Gales. O título não é automático e não é hereditário; ele se funde com a Coroa quando um príncipe adere ao trono, ou decai após sua morte, deixando o soberano livre para reconcedê-lo ao novo herdeiro aparente (como o filho ou irmão do falecido príncipe).

## Príncipes de Gales

### Como título galês
| Pessoa | Nome                 | Herdeiro de                         | Nascimento       | Tornou-se Príncipe de Gales | Deixou de ser príncipe de Gales              | Morte                                        |
| ------ | -------------------- | ----------------------------------- | ---------------- | --- | -------------------------------------------- | -------------------------------------------- |
|        | Dafydd ap Llywelyn   | filho de Llywelyn ab Iorwerth       | c. Abril de 1212 | 11 de abril de 1240; primeiro uso documentado em 1244                                                                                               | 25 de fevereiro de 1246                      | 25 de fevereiro de 1246                      |
|        | Llywelyn ap Gruffudd | N / A filho de Gruffydd ap Llywelyn | c. 1223          | Sucedido Dafydd em 1246 como príncipe de Gwynedd; usou o título "príncipe de Gales" de 1258; reconhecido por Henrique III em 29 de setembro de 1267 | 11 de dezembro de 1282 morto em batalha      | 11 de dezembro de 1282 morto em batalha      |
|        | Dafydd ap Gruffydd   | irmão de Llywelyn ap Gruffudd       | c. 1238          | 11 de dezembro de 1282 | 3 de outubro de 1283 executado em Shrewsbury | 3 de outubro de 1283 executado em Shrewsbury |

### Como herdeiro inglês ou britânico
| Nome                                                                                   | Retrato                         | Nascimento                                                                      | Herdeiro de    | Morte                           | Princesa de Gales                          |
| -------------------------------------------------------------------------------------- | ------------------------------- | ------------------------------------------------------------------------------- | -------------- | ------------------------------- | ------------------------------------------ |
| Eduardo de Caernafon 7 de fevereiro de 1301 – 7 de julho de 1307 (ascensão)            |                                 | 25 de abril de 1284 filho de Eduardo I e Leonor de Castela                      | Eduardo I      | 21 de setembro de 1327 43 anos  |                                            |
| Eduardo de Woodstock 12 de maio de 1343 – 8 de junho de 1376 (morte)                   |                                 | 15 de junho de 1330 filho de Eduardo III e Filipa de Hainault                   | Eduardo III    | 8 de junho de 1376 45 anos      | Joana de Kent 10 de outubro de 1361        |
| Ricardo de Bordeaux 20 de novembro de 1376 – 22 de junho de 1377 (ascensão)            |                                 | 6 de janeiro de 1367 filho de Eduardo de Woodstock e Joana de Kent              | Eduardo III    | 14 de fevereiro de 1400 33 anos |                                            |
| Henrique de Monmouth 15 de outubro de 1399 – 21 de março de 1413 (ascensão)            |                                 | 16 de setembro de 1386 filho de Henrique IV e Maria de Bohun                    | Henrique IV    | 31 de agosto de 1422 35 anos    |                                            |
| Eduardo de Westminster 15 de março de 1454 – 11 de abril de 1471 (deposição do pai)    |                                 | 13 de outubro de 1453 filho de Henrique VI e Margarida de Anjou                 | Henrique VI    | 4 de maio de 1471 17 anos       | Ana Neville 13 de dezembro de 1470         |
| Eduardo 26 de junho de 1471 – 9 de abril de 1483 (ascensão)                            |                                 | 4 de novembro de 1470 filho de Eduardo IV e Isabel Woodville                    | Eduardo IV     | desconhecida                    |                                            |
| Eduardo de Middleham 24 de agosto de 1483 – 9 de abril de 1484 (morte)                 |                                 | dezembro de 1473 filho de Ricardo III e Ana Neville                             | Ricardo III    | 9 de abril de 1483 10 anos      |                                            |
| Artur 29 de novembro de 1489 – 2 de abril de 1502 (morte)                              |                                 | 20 de setembro de 1486 filho de Henrique VII e Isabel de Iorque                 | Henrique VII   | 2 de abril de 1502 15 anos      | Catarina de Aragão 14 de novembro de 1501  |
| Henrique 18 de fevereiro de 1504 – 21 de abril de 1509 (ascensão)                      |                                 | 28 de junho de 1491 filho de Henrique VII e Isabel de Iorque                    | Henrique VII   | 28 de janeiro de 1547 55 anos   |                                            |
| Henrique Frederico 4 de junho de 1610 – 6 de novembro de 1612 (morte)                  |                                 | 19 de fevereiro de 1594 filho de Jaime VI & I e Ana da Dinamarca                | Jaime VI & I   | 6 de novembro de 1612 18 anos   |                                            |
| Carlos 4 de novembro de 1616 – 25 de março de 1625 (ascensão)                          |                                 | 19 de novembro de 1600 filho de Jaime VI & I e Ana da Dinamarca                 | Jaime VI & I   | 30 de janeiro de 1649 48 anos   |                                            |
| Carlos 1638 – 30 de janeiro de 1649 (deposição do pai)                                 |                                 | 26 de maio de 1630 filho de Carlos I e Henriqueta Maria de França               | Carlos I       | 6 de fevereiro de 1685 54 anos  |                                            |
| Jaime Francisco Eduardo 4 de julho de 1688 – 11 de dezembro de 1688 (deposição do pai) |                                 | 10 de junho de 1688 filho de Jaime II & VII e Maria de Módena                   | Jaime II & VII | 1 de janeiro de 1766 77 anos    |                                            |
| Jorge Augusto 27 de setembro de 1714 – 11 de junho de 1727 (ascensão)                  |                                 | 9 de novembro de 1683 filho de Jorge I e Sofia Doroteia de Brunsvique-Luneburgo | Jorge I        | 25 de outubro de 1760 76 anos   | Carolina de Ansbach 22 de agosto de 1705   |
| Frederico 8 de janeiro de 1729 – 31 de março de 1751 (morte)                           |                                 | 1 de fevereiro de 1707 filho de Jorge II e Carolina de Ansbach                  | Jorge II       | 31 de março de 1751 44 anos     | Augusta de Saxe-Gota 17 de abril de 1736   |
| Jorge 20 de abril de 1751 – 25 de outubro de 1760 (ascensão)                           |                                 | 4 de junho de 1738 filho de Frederico e Augusta de Saxe-Gota                    | Jorge II       | 29 de janeiro de 1820 81 anos   |                                            |
| Jorge 19 de agosto de 1762 – 29 de janeiro de 1820 (ascensão)                          |                                 | 12 de agosto de 1762 filho de Jorge III e Carlota de Mecklemburgo-Strelitz      | Jorge III      | 26 de junho de 1830 67 anos     | Carolina de Brunsvique 8 de abril de 1765  |
| Alberto Eduardo 8 de dezembro de 1841 – 22 de janeiro de 1901 (ascensão)               |                                 | 9 de novembro de 1841 filho de Vitória e Alberto de Saxe-Coburgo-Gota           | Vitória        | 6 de maio de 1910 68 anos       | Alexandra da Dinamarca 10 de março de 1863 |
| Jorge 9 de novembro de 1901 – 6 de maio de 1910 (ascensão)                             |                                 | 3 de junho de 1865 filho de Eduardo VII e Alexandra da Dinamarca                | Eduardo VII    | 20 de janeiro de 1936 70 anos   | Maria de Teck 6 de julho de 1693           |
| Eduardo 23 de junho de 1910 – 20 de janeiro de 1936 (ascensão)                         |                                 | 23 de junho de 1894 filho de Jorge V e Maria de Teck                            | Jorge V        | 28 de maio de 1972 77 anos      |                                            |
| Carlos 26 de julho de 1958 – 8 de setembro de 2022 (ascensão)                          |                                 | 15 de novembro de 1948 filho de Isabel II e Filipe da Grécia e Dinamarca        | Isabel II      |                                 | Diana Spencer 29 de julho de 1981          |
| Carlos 26 de julho de 1958 – 8 de setembro de 2022 (ascensão)                          | Camila Shand 9 de abril de 2005 | 15 de novembro de 1948 filho de Isabel II e Filipe da Grécia e Dinamarca        | Isabel II      |                                 |                                            |
| Guilherme 9 de setembro de 2022 – presente                                             |                                 | 21 de junho de 1982 presente                                                    | Carlos III     |                                 | Catarina Middleton 29 de abril de 2011     |